# Nanchang Q-5
El Nanchang Q-5 (designación OTAN: Fantan), también conocido como A-5 para las versiones de exportación, es un avión de ataque a tierra de fabricación china, basado en el caza chino Shenyang J-6 (que a su vez se basa en el caza soviético MiG-19). Su función principal es el apoyo aéreo cercano.

## Diseño y desarrollo

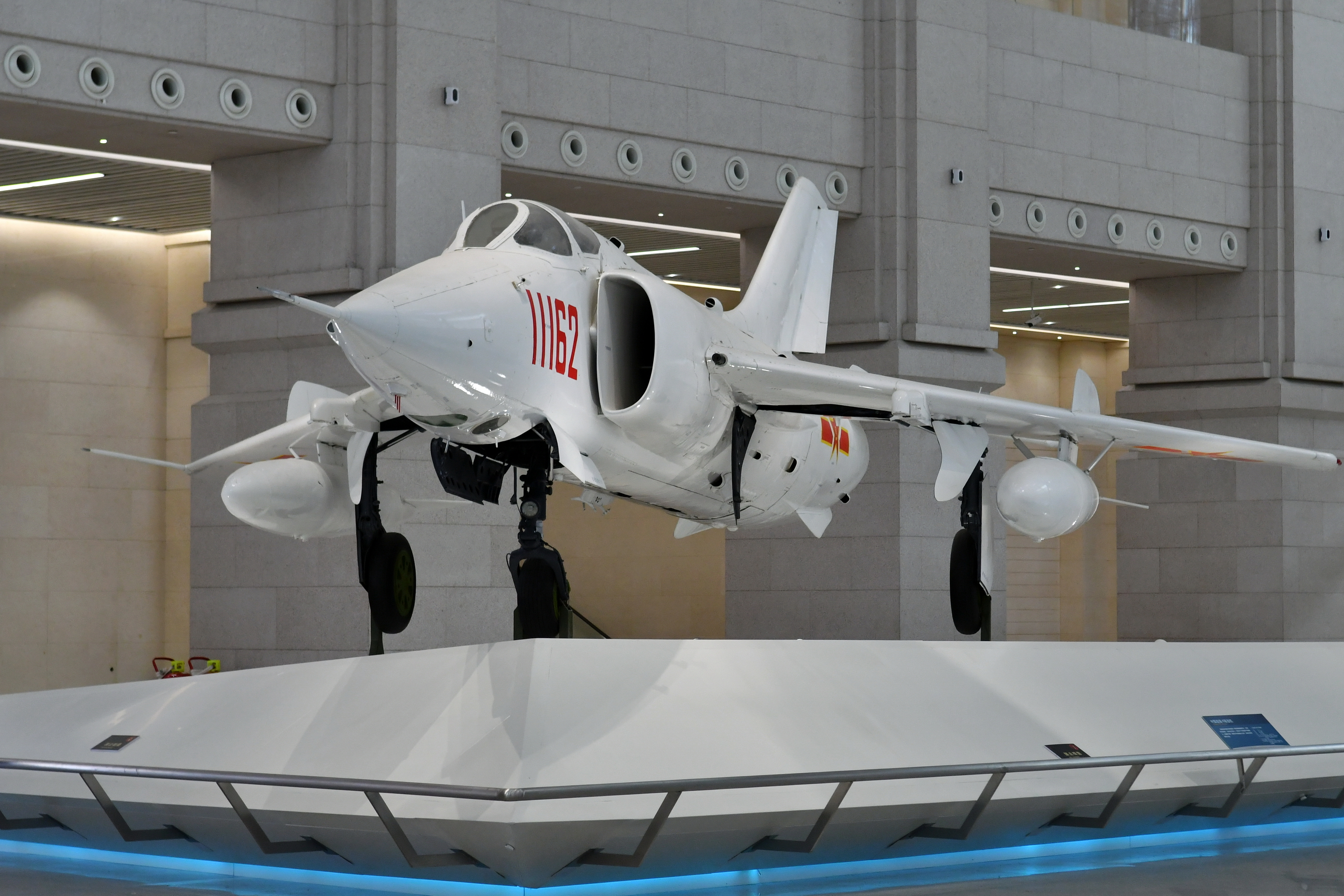
Q-5 en el Museo Militar de la Revolución Popular China.

La República Popular China era un usuario entusiasta del MiG-19, esta lo fabricó localmente como Shenyang J-6 al comenzar 1958. En agosto de 1958 la Fuerza Aérea del Ejército Popular de Liberación (PLAAF por sus siglas en inglés) solicitó el desarrollo de un avión jet de ataque para cumplir el papel de apoyo aéreo cercano.
El caza MiG-19 se convirtió en el punto de partida para este, pero el nuevo diseño, señalado Qiang-5 (quinto diseño de ataque), pero este tenía modificaciones como un fuselaje más largo y de mayor área para reducir el arrastre transónico y acomodar una bahía interna de armas de 4 m (13 pies), además tomas de aire fueron movidas a los lados del fuselaje, para hacer espacio en la nariz para un planeado radar de blancos (que nunca pudo ser ajustado). Igualmente la incorporación nuevas alas de barrido con mayor área complementan las modificaciones frente al J-6. El Q-5 comparte con el J-6 los turborreactores Liming Wopen-6A (Tumansky R-9 versión soviética). Las modificaciones le cuestan velocidad a gran altitud, pero el Q-5 es tan veloz como el MiG-19/J-6 a baja altitud, debido a su fuselaje con mayor área.[cita requerida]
El armamento fijo del Q-5 fue reducido a dos cañones Tipo 23-1 de 23 mm (a diferencia del J-6 que posee tres cañones de 30 mm NR-30) con cien proyectiles por arma, montados al inicio de cada ala. Dos puntos de sujeción bajo cada ala y dos más en tándem debajo de los motores fueron proporcionados además de la bodega de las armas para cargar 1000 kilogramos (2.205 libras) de armas internamente, además de 1000 kilogramos adicionales externamente. En muchos aviones la bodega de las armas es utiliza actualmente para un tanque auxiliar de combustible.
El primer prototipo fue terminado a mediados de 1960, pero la situación política en China dio como resultado la cancelación del proyecto en 1961. Un pequeño equipo mantuvo el proyecto vivo hasta que fuera reabierto de nuevo a mediados de 1963, cuando la producción fue trasladada a Nanchang. El primer vuelo ocurrió finalmente el 4 de junio de 1965. La producción en serie comenzó en 1969, con la entrega de una escuadrilla comenzando 1970.
Cerca de 1000 aeronaves fueron construidas, 600 de ellas la actualización de los Q-5A. Un pequeño número, quizás alguna docena de Q-5A fueron modificados para llevar armas nucleares, se cree que estos pueden conservar su bodega interna de armas. El Q-5I, una versión de mayor alcance fue introducido en 1983, agregando un tanque de combustible en la bodega de armas, incluyendo dos puntos de sujeción adicionales en las alas para compensar la pérdida de espacio en la bahía. Algunas de estas aeronaves entraron en servicio con la Armada del Ejército Popular de Liberación; al parecer estas han sido equipadas con un radar de guía para misiles antibuque y con la capacidad de lanzar torpedos. Las mejoras de menor importancia subsecuentes incluyen el Q-5IA, con mira de observación de objetivos para guiar bombas y aviónica mejorada, y el Q-5II, con la adecuación de un sistema de alerta de radar (Radar Warning Receiver, RWR).
En los años 80, el “Fantan” fue exportado a naciones como Pakistán, Bangladés, Birmania y Corea del Norte; es conocido con frecuencia en estas naciones como el A-5.
Los planes para un Q-5/A-5 mejorado con nuevos equipos de vuelo y ataque fueron abortados en gran parte después de las protestas en la Plaza Tiananmen de 1989; actualmente el “Fantan” continúa en servicio. Se trata de una aeronave ligera capaz de realizar ataques a tierra, aunque sus sistemas limitados de navegación y de lanzamiento de armas son inferiores a aeronaves más modernas.
En años más recientes, la PLAAF ha comenzado a utilizar versiones modernizadas del Q-5, que utiliza tecnología diseñada para los proyectos cancelados Q-5M y Q-5K. El Q-5 presenta un telémetro láser montado en el morro, y un designador láser también podría ser incluido debido al hecho de que el avión puede ser capaz de lanzar bombas guiadas por láser; también se cree que puede ser utilizado para el lanzamiento de armamento nuclear. El Q-5D también tiene nueva aviónica, incluyendo un HUD y un nuevo sistema de navegación. El Q-5E y el Q-5F son dos modelos que se están desarrollando según se informa, aunque se sabe poco de ellos. Uno de ellos podría potencialmente ser biplaza como se ha visto en algunas fotografías, aunque la aeronave biplaza podría ser el Q-5J.

## Historial de combate
La Fuerza Aérea de Sudán empleó sus aviones de ataque A-5 durante el conflicto de Darfur.
En marzo de 2015, algunos aviones de la Fuerza Aérea de Myanmar A-5C lanzaron vuelos contra el Ejército de la Alianza Democrática Nacional de Myanmar, lanzaron bombas accidentalmente en una aldea china en el condado de Gengma, Yunnan dentro de la frontera china, matando a 4 aldeanos, y el Ejército Popular de Liberación respondió desplegando HQ-12 misiles tierra-aire y aviones de combate.
El 20 de abril de 2017 se observaron dos Q-5 en la bahía de Bohai practicando ataques aéreos contra objetivos terrestres a raíz del aumento de las tensiones en la península de Corea.

## Variantes

### Variantes Domésticas

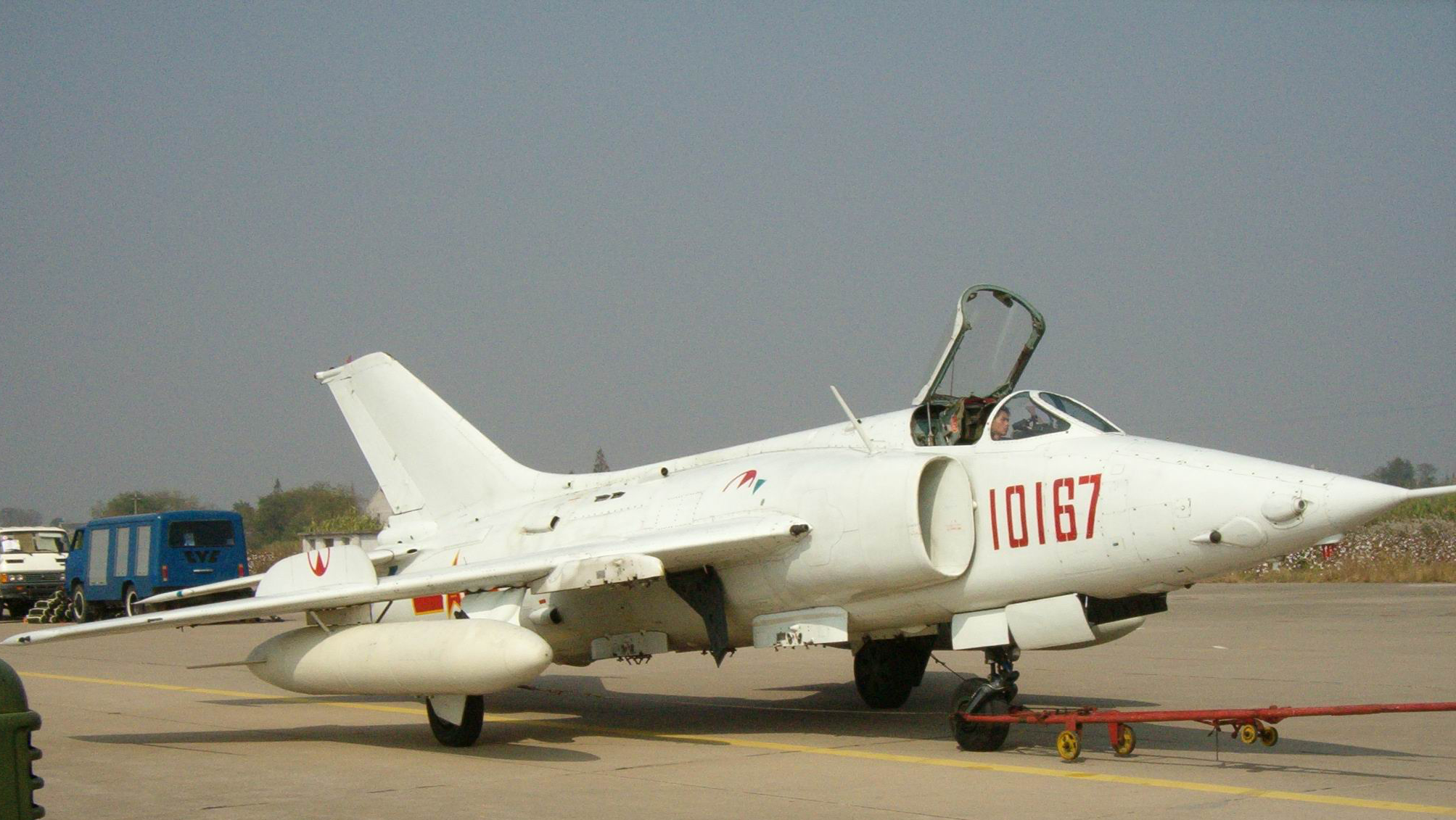
Q-5

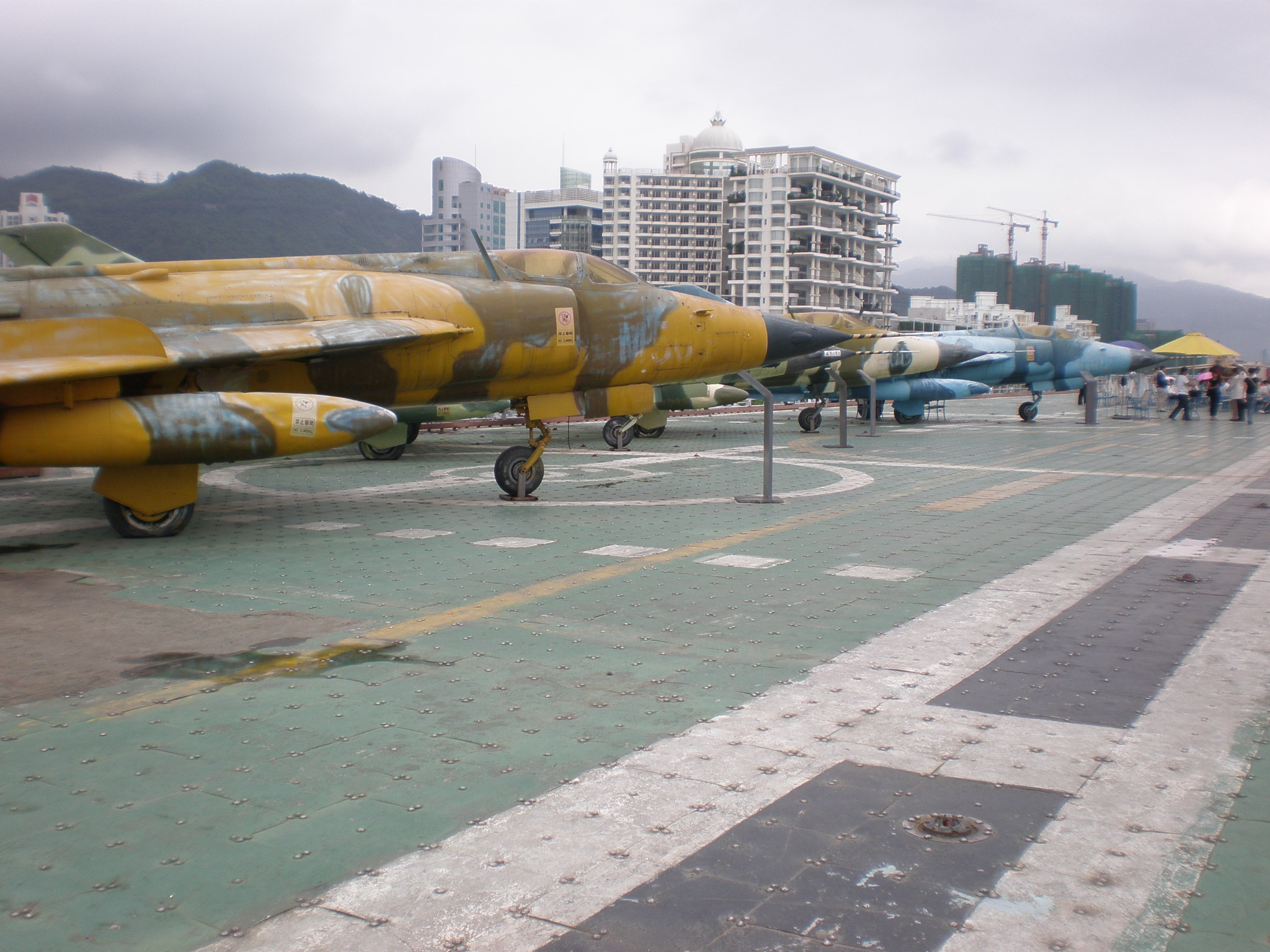
Antiguos Q-5 en la cubierta del Minsk, en el parque temático Minsk World

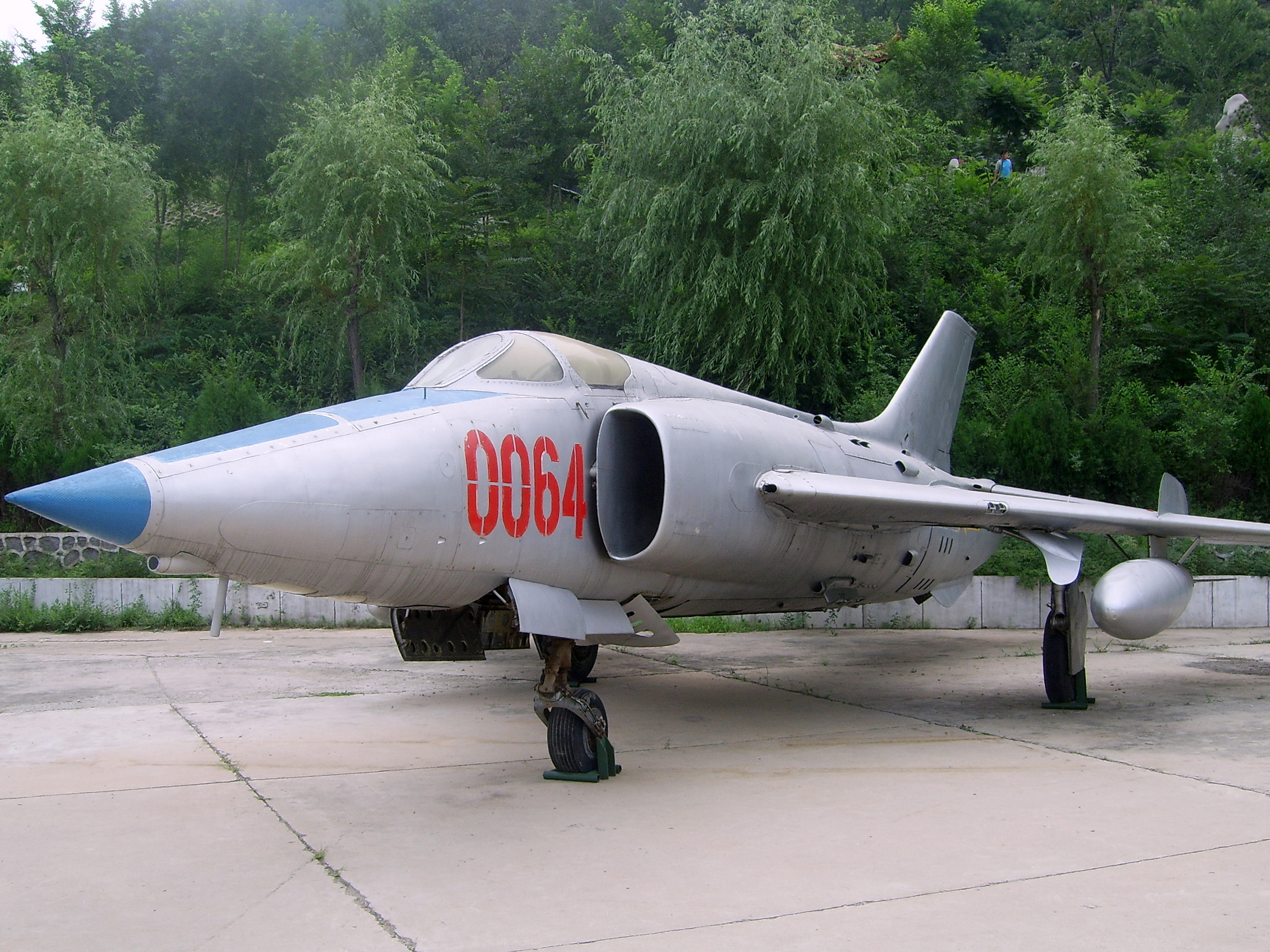
Antiguo Q-5 numerado #0064

- Q-5: versión de producción original con un total de 6 torres, dos debajo de cada ala y dos debajo del fuselaje, y fue reemplazado por el Q-5A.

- Q-5Jia: Q-5 modificado para llevar bombas nucleares, solo se construyó un número muy limitado. El radar 317Jia fue probado como programa de mejora. Uno de esos aviones se encuentra actualmente en exhibición en el museo de aviación de Beijing.

- Q-5Yi: atacante de torpedos para la marina, solo unos pocos fabricados. El misil antibarco YJ-8 también se estaba considerando, pero el programa se canceló debido a un problema presupuestario a pesar de que el misil estaba bien desarrollado, y luego se realizaron lanzamientos de prueba de misiles desde el barco de misiles Tipo 24. En los años ochenta, YJ-81 se montó una vez para la prueba, pero esta proposición fue rechazada pronto cuando se decidió dejar que JH-7 tomara el papel.

- Q-5I (Q-5A): Q-5 con el compartimiento para armas interno reemplazado por el tanque de combustible interno, lo que aumenta la capacidad de combustible en más del 70%. Al igual que todas las variantes anteriores de Q-5, la navegación aún era un cuello de botella, con el resultado de que las aeronaves deben volar más veces en patrones de búsqueda más complejos en los ataques de largo alcance. Sin embargo, este problema se ve algo reducido por el aumento de la capacidad de combustible. Se instaló un telémetro láser tipo 79Y4 desarrollado por el Instituto N.º 613.
- Q-5IA (Q-5B): Q-5I mejorado, se agregaron el receptor de advertencia de radar y los dispensadores de bengalas, el arma original que apuntaba a la vista del Q-5 fue desarrollado por la Factoría N.º 5311, y nombrado como SH-1. - Hong (Shoot-Bomb-1 / 射 轰 -1), que solo tenía una capacidad limitada porque los ataques solo podían llevarse a cabo en un ángulo fijo. La Factoría N.º 5311 desarrolló una versión mejorada SH-1I (射 轰 -1 甲) para permitir que el ataque se lleve a cabo en diferentes ángulos. Pilón externo adicional debajo de cada ala agregada para los misiles aire-aire, bombas o lanzacohetes PL-2 / PL-5.
- Q-5II (Q-5C): Q-5I con receptores de advertencia de radar omnidireccional. Más tarde, el radar de navegación doppler de pulso Tipo 205 se instaló en varios planos para resolver el problema de navegación.
- Q-5III: Variante de comercio exterior, nombre de exportación A-5III / A-5C, Proyecto Long6 (Dragon Six). Total de 10 pilones, con 1 pilón adicional debajo de cada ala para los misiles aire-aire R-550 / AIM-9. Véase también Exportar variantes.
- Q-5 con sistema de ataque / navegación indígena: Proyecto CC, Q-5I con sistema de navegación doppler Tipo 205 indígena, telémetro láser Q5HK-15 y mira SH-1IIA. Un año después, se incorporaron al sistema la pantalla de visualización y la computadora de datos aéreos. Todo el sistema finalmente fue aprobado en 1992, y la tecnología relevante se aplicó a Q-5D varios años después.
- Q-5IV (Q-5M, Q-5D (antiguo)): Proyecto CI. Proyecto conjunto chino-italiano para actualizar el Q-5II con aviónica italiana del caza AMX International AMX. La aviónica incluiría un radar de alcance, una pantalla de visualización frontal, un sistema de navegación inercial, una computadora de datos aéreos y computadoras centrales duales, todas integradas a través del bus de datos MIL-STD-1553B de doble redundancia. La finalización y las primeras entregas se realizarían a fines de 1988 y principios de 1989, respectivamente. 28.8% de cambio en comparación con la versión anterior más cercana. Se agregaron dos computadoras centrales como la del Q-5M y los nuevos receptores de advertencia de radar RW-30. Se agregaron el telémetro láser ALR-1 y la pantalla Head-Up QHK-10 desarrollada por el Instituto N.º 613. Aunque el proyecto fue influenciado después de la protesta en la Plaza de Tiananmen en 1989, China e Italia aprobaron su continuación para continuar en 1992, y se pusieron en marcha nuevos elementos de actualización como IFIR y ELINT, etc. Debido a la pérdida de tiempo, no pudo entrar en producción. Véase también Exportar variantes.
- Q-5D (C): demostrador de material compuesto para Q-5D (antiguo).
- Q-5IIGai (Q-5K, Q-5E (antiguo)): Proyecto CF, proyecto conjunto chino-francés para actualizar el Q-5II con productos de aviónica franceses, como el display frontal VE110, el sistema de navegación inercial ULIS91, el telémetro láser TMV630 y Otros electro-ópticos. Al igual que el Q-5M / A-5M, el proyecto se canceló después de la protesta de la Plaza de Tiananmen en 1989. Por lo tanto, algunos equipos autóctonos, como el radar Doppler, el intercomunicador, etc., se utilizaron para lograr un mayor progreso. Fue terminado en 1993.
- Q-5D: El avión de ataque interino se introdujo durante la Crisis del Estrecho de Taiwán de 1996, el sistema de navegación Doppler y el GPS del Q-5C fueron reemplazados por el sistema de navegación / GPS Doppler integrado DG-1. Otros sistemas incluyen el telémetro láser ALR-1 / buscador de objetivos marcados y la pantalla de visualización superior QHK-10. El nuevo SH-1II (射 轰 -1 乙) reemplazó al nuevo SH-1I (射 轰 -1 甲), y la Factoría N.º 5311 logró integrar esta vista con éxito con el nuevo telémetro láser y radares de navegación Type 205.
- Q-5E: Nuevo pilón con capacidad para montar bombas guiadas por láser como el LGB LS-500J, el sistema de control de incendios también mejoró. La cápsula láser está ausente del avión debido a problemas de peso.
- Q-5F: Portador de la cápsula designadora de láser, pilón derecho especial en la parte superior derecha montado para la cápsula de puntería láser, que siempre es falso reconocido como cápsula de focalización electroóptica semi-enterrada.
- Q-5G: Q-5E con depósito de combustible conforme a la barriga para resolver el problema de alcance.
- JQ-5J: Tandem dos plazas de Q-5. El fabricante afirmó que se puede utilizar como control de aire hacia adelante como el OA-10A, y que proporciona información de orientación a través de enlaces de datos. El asiento trasero es 286 milímetros más alto que el asiento delantero, permite que el piloto del asiento trasero tenga un campo de visión de 5 grados, y el toldo se abre hacia la derecha. Cuando se utiliza como entrenador, el control de la cabina trasera puede anular al de la cabina delantera.
- Q-5L: Q-5C mejorado, con sistemas de visión LLLTV / FLIR para una capacidad día / noche. Las cámaras de imagen infrarroja y de televisión se montaron en el orbe de la nariz. Otras mejoras incluyen Head Up Display, GPS Rx, INS, TACAN y dispensadores de chaff / flare. La capacidad de las armas incluye las bombas de deslizamiento guiadas por láser LS-500J de China con un alcance de 12 km. Depósito de combustible de vientre opcional.
- Q-5N: Q-5D actualizado con el mismo programa de actualización que Q-5L, la principal diferencia es el sistema de navegación de Q-5D.

### Variantes de exportación
- A-5: Designación de exportación para la versión del Q-5 a Corea del Norte en los 70 que aparecieron en los medios chinos. La designación contiene más de una variante ya que la ayuda militar china a Corea del Norte es prolongada, pero no está claro si esta versión de exportación se deriva de Q-5, Q-5A, Q-5I o Q-5IA.
- A-5IIA: Versión modificada de Q-5II, vendida a Sudán.
- A-5IIK: Versión de exportación del Q-5II vendido a Myanmar.
- A-5III / A-5C: versión de exportación con equipo occidental a pedido de los clientes, como la instrumentación de vuelo hecha por Rockwell Collins y el asiento de expulsión occidental hecho por Martin-Baker. Se agregó la capacidad de disparar misiles occidentales, como el R550 Magic o AIM-9 Sidewinder. Exportado a Pakistán.
- A-5IIIA: Exportado a Bangladés. Los A-5C de la Fuerza Aérea de Bangladés se actualizaron en 2008 para disparar municiones de ataque terrestre LS-6 y LT-2, lo que les da una capacidad de ataque avanzada.
- A-5IV / A-5M: versión de exportación de Q-5M con equipos más occidentales, como instrumentos de vuelo fabricados por Rockwell Collins, y asiento de expulsión occidental fabricado por Martin-Baker. Se agregó la capacidad de disparar misiles occidentales, como el R550 Magic o AIM-9 Sidewinder. Myanmar ordenó, pero eligió IIK en lugar de la extensión del programa. Evaluado por la Fuerza Aérea de Pakistán en 1990.

## Operadores
Bangladés
- Fuerza Aérea de Bangladés: 18 A-5.

 Birmania
- Fuerza Aérea de Birmania: 36 A-5.

 Corea del Norte
- Fuerza Aérea Popular de Corea: 40 Q-5.

 Pakistán
- Fuerza Aérea de Pakistán: 48 Q-5.

 República Popular de China
- Fuerza Aérea del Ejército Popular de Liberación: para septiembre de 2020 se estiman 300 Q-5 en servicio en la fuerza aérea y 48 en la Armada.[1][2]

 Sudán
- Fuerza Aérea de Sudán: entre 15 y 20 Q-5.

## Especificaciones (Q-5D)

### Características generales
- Tripulación: 1
- Longitud: 15,7 m (51,3 ft)
- Envergadura: 9,7 m (31,8 ft)
- Altura: 4,3 m (14,2 ft)
- Superficie alar: 27,9 m² (300,4 ft²)
- Peso vacío: 6375 kg (14 050,5 lb)
- Peso cargado: 9486 kg (20 907,1 lb)
- Peso máximo al despegue: 11 830 kg (26 073,3 lb)
- Planta motriz: 2× Turborreactor Liming Wopen.
  - Empuje normal: 24,4 kN (2490 kgf; 5490 lbf) de empuje cada uno.
  - Empuje con postquemador: 36,8 kN (3750 kgf; 8269 lbf) de empuje cada uno.

### Rendimiento
- Velocidad máxima operativa (Vno): Mach 1.12
- Alcance: 2000 km (1080 nmi; 1243 mi)
- Techo de vuelo: 16 500 m (54 134 ft)

### Armamento
- Cañones: 2× cañones Norinco Tipo 23-2K de 23 mm
- Bombas: 

  - Bombas de 50 kg, 150 kg, 250 kg, 500 kg no guiadas
  - Bombas de racimo BL755
  - Bombas antipista Matra Durandal
- Cohetes: 

  - Cohetes de 57 mm, 90 mm y 130 mm .
- Misiles:
- Misiles aire-aire
  - PL-2
  - PL-5
  - PL-7

### Desarrollos relacionados
- Mikoyan-Gurevich MiG-19
- Shenyang J-6

### Aeronaves similares
- Soko J-22 Orao
- AMX International AMX
- Sujoi Su-7
- Republic F-105 Thunderchief
- Douglas A-4 Skyhawk
- Vought F7U Cutlass
- de Havilland DH.100 Vampire